# 캐나다 재정위원회
캐나다 재정위원회(영어: Treasury Board of Canada, 프랑스어: Conseil du Trésor du Canada)는 캐나다 추밀원의 내각 위원회로, 캐나다 정부의 지출과 운영을 감독하며 핵심 공공 서비스의 주요 고용주 역할을 담당한다.

## 개요
『재무행정법』에 따라 조직된 재무위원회는 추밀원 산하 위원회로 있다. 책임 및 윤리, 재정, 인사 및 행정 관리, 감사원장, 규정 승인 및 대부분의 추밀원령을 담당하고 있으며, 재무위원회 위원장인 재무위원회 위원장은 내각 구성원으로서 직무를 수행한다는 점에서 대부분의 다른 내각 위원회보다 강력한 권한을 갖고 있다.
주된 역할은 연방 정부 지출을 감독·관리하는 것으로서, 각부의 장관들은 연방 예산이나 내각에서 승인된 사업·정책에 대한 재정 승인을 받기 위해 각 부처를 대표하여 예산안을 제출하도록 하고 있다. 재무위원회 위원장은 이러한 제출 자료를 바탕으로 예산안을 의회에 제출할 책임이 있다. 예산안은 사무국과 캐나다 재무부와의 협력으로 작성된다.

## 조직
- 재무위원회 위원
  - 재무위원회 위원장 (의장)
  - 공공서비스조달부 장관 (부의장)
  - 재무부 장관 (위원)
  - 환경기후변화부 장관 (위원)
  - 공중보건청 청장 (위원)
  - 노동고용부 장관 (위원)

### 내용주
1. ↑  Financial Administration Act